# Arengosse
Arengosse (Arangòssa en gascon) est une commune du Sud-Ouest de la France, située dans le département des Landes (région Nouvelle-Aquitaine).

## Géographie

### Localisation
Commune du Brassenx située sur le Bès.
Accès par la SNCF gare d'Arengosse.

### Communes limitrophes
Les communes limitrophes sont  Arjuzanx, Luglon, Morcenx-la-Nouvelle, Morcenx, Sabres, Villenave et Ygos-Saint-Saturnin.
|                     | Sabres    | Luglon              |
| Morcenx-la-Nouvelle | Arengosse | Ygos-Saint-Saturnin |
|                     | Villenave |                     |

### Hydrographie
Le Bès d'Arengosse, affluent gauche du Bès prend sa source et conflue sur la commune après avoir parcouru 16,9 kilomètres.

### Climat
Pour des articles plus généraux, voir Climat de la Nouvelle-Aquitaine et Climat des Landes.
Historiquement, la commune est exposée à un climat océanique aquitain.  
En 2020, Météo-France publie une typologie des climats de la France métropolitaine dans laquelle la commune est exposée à un climat océanique et est dans la région climatique Aquitaine, Gascogne, caractérisée par une pluviométrie abondante au printemps, modérée en automne, un faible ensoleillement au printemps, un été chaud (19,5 °C), des vents faibles, des brouillards fréquents en automne et en hiver et des orages fréquents en été (15 à 20 jours).
Pour la période 1971-2000, la température annuelle moyenne est de 13,2 °C, avec une amplitude thermique annuelle de 14,3 °C. Le cumul annuel moyen de précipitations est de 1 147 mm, avec 12,4 jours de précipitations en janvier et 8 jours en juillet. Pour la période 1991-2020, la température moyenne annuelle observée sur la station météorologique la plus proche, située sur la commune de Rion-des-Landes à 14 km à vol d'oiseau, est de 13,7 °C et le cumul annuel moyen de précipitations est de 1 182,9 mm,. Pour l'avenir, les paramètres climatiques de la commune estimés pour 2050 selon différents scénarios d’émission de gaz à effet de serre sont consultables sur un site dédié publié par Météo-France en novembre 2022.

## Urbanisme

### Typologie
Au 1er janvier 2024, Arengosse est catégorisée commune rurale à habitat dispersé, selon la nouvelle grille communale de densité à sept niveaux définie par l'Insee en 2022.
Elle est située hors unité urbaine. Par ailleurs la commune fait partie de l'aire d'attraction de Mont-de-Marsan, dont elle est une commune de la couronne,. Cette aire, qui regroupe 101 communes, est catégorisée dans les aires de 50 000 à moins de 200 000 habitants,.

### Occupation des sols

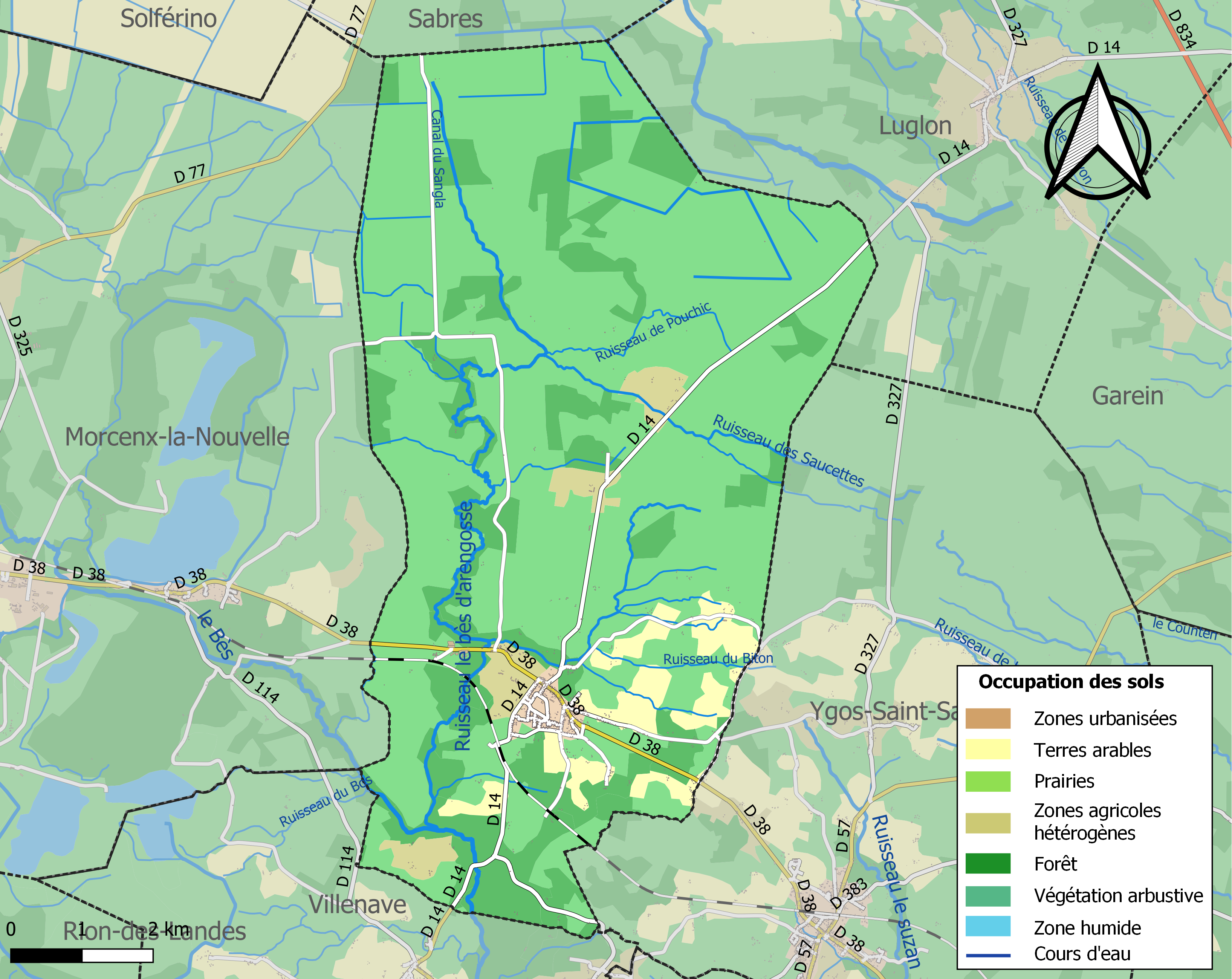
Carte des infrastructures et de l'occupation des sols de la commune en 2018 (CLC).

L'occupation des sols de la commune, telle qu'elle ressort de la base de données européenne d’occupation biophysique des sols Corine Land Cover (CLC), est marquée par l'importance des forêts et milieux semi-naturels (91,5 % en 2018), en diminution par rapport à 1990 (94 %). La répartition détaillée en 2018 est la suivante : milieux à végétation arbustive et/ou herbacée (71,4 %), forêts (20 %), terres arables (4,5 %), zones agricoles hétérogènes (3,1 %), zones urbanisées (0,9 %). L'évolution de l’occupation des sols de la commune et de ses infrastructures peut être observée sur les différentes représentations cartographiques du territoire : la carte de Cassini (XVIIIe siècle), la carte d'état-major (1820-1866) et les cartes ou photos aériennes de l'IGN pour la période actuelle (1950 à aujourd'hui).

### Risques majeurs
Le territoire de la commune d'Arengosse est vulnérable à différents aléas naturels : météorologiques (tempête, orage, neige, grand froid, canicule ou sécheresse), feux de forêts, mouvements de terrains et séisme (sismicité très faible). Un site publié par le BRGM permet d'évaluer simplement et rapidement les risques d'un bien localisé soit par son adresse soit par le numéro de sa parcelle.
Arengosse est exposée au risque de feu de forêt. Depuis le 20 avril 2016, les départements de la Gironde, des Landes et de Lot-et-Garonne disposent d’un règlement interdépartemental de protection de la forêt contre les incendies. Ce règlement vise à mieux prévenir les incendies de forêt, à faciliter les interventions des services et à limiter les conséquences, que ce soit par le débroussaillement, la limitation de l’apport du feu ou la réglementation des activités en forêt. Il définit en particulier cinq niveaux de vigilance croissants auxquels sont associés différentes mesures,.
Les mouvements de terrains susceptibles de se produire sur la commune sont des tassements différentiels.

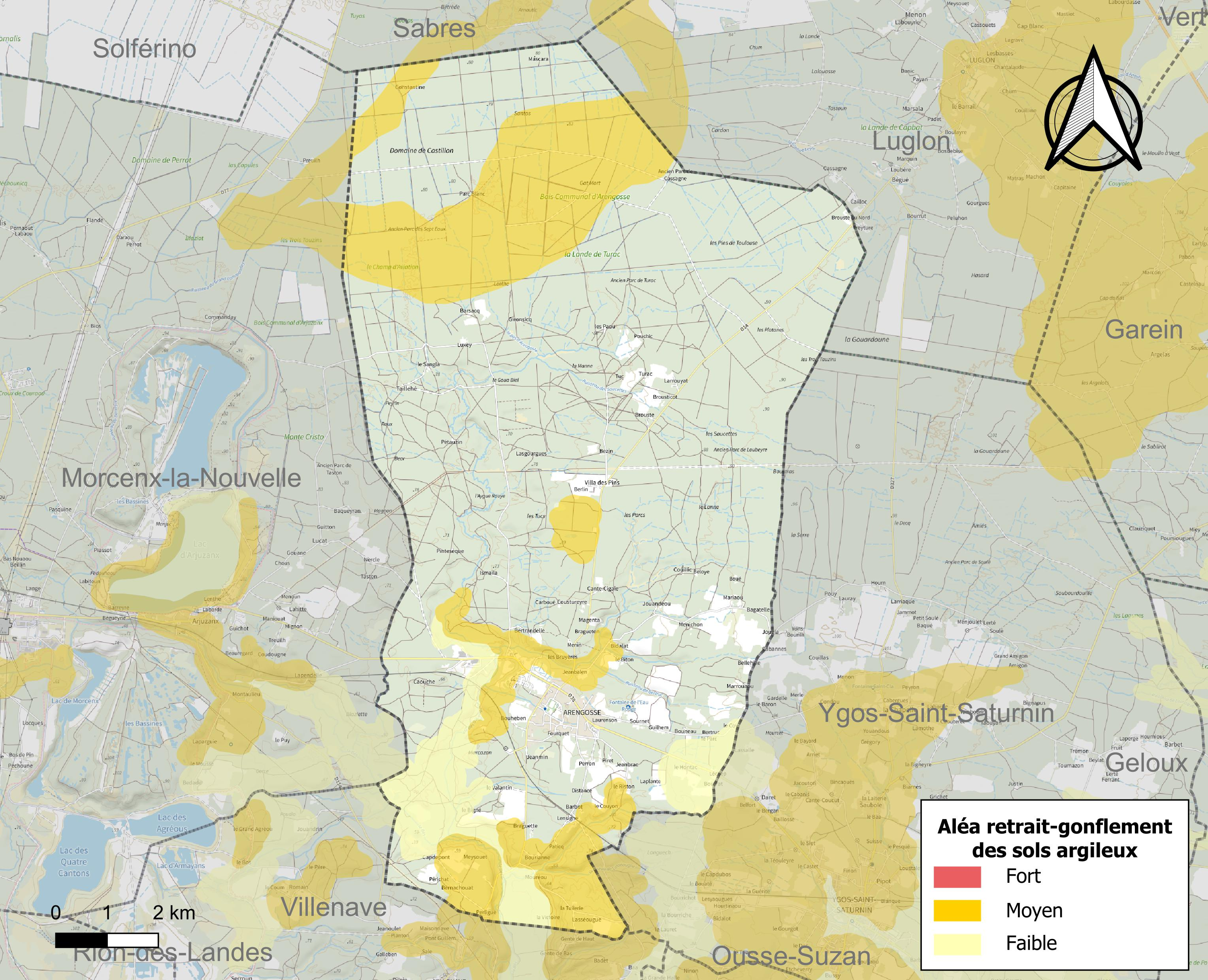
Carte des zones d'aléa retrait-gonflement des sols argileux d'Arengosse.

Le retrait-gonflement des sols argileux est susceptible d'engendrer des dommages importants aux bâtiments en cas d’alternance de périodes de sécheresse et de pluie. 20 % de la superficie communale est en aléa moyen ou fort (19,2 % au niveau départemental et 48,5 % au niveau national). Sur les 381 bâtiments dénombrés sur la commune en 2019,  40 sont en aléa moyen ou fort, soit 10 %, à comparer aux 17 % au niveau départemental et 54 % au niveau national. Une cartographie de l'exposition du territoire national au retrait gonflement des sols argileux est disponible sur le site du BRGM,.
La commune a été reconnue en état de catastrophe naturelle au titre des dommages causés par les inondations et coulées de boue survenues en 1999 et 2009 et par des mouvements de terrain en 1999

## Toponymie
Le nom de la localité est attesté sous les formes Arangossa aux XIe et XIIe siècles et Arangosse au XVe siècle.
Albert Dauzat et Charles Rostaing considèrent Arengosse comme une formation toponymique caractéristique de l'aquitanique et précisent qu'il s'agit d'un composé de l'anthroponyme aquitain Aris, suivi d'un double suffixe -ēncum et -ossum indiquant la propriété (toponymes aquitains en -os / -osse).
Ils comparent cependant avec Ardengost (Haute-Pyrénées, De Ardengosto 1387, pouillé du Comminges), basé sur le nom de personne gaulois Ardus suivi d'un suffixe gaulois équivalent -incum, également suivi du suffixe -os, altéré en -ost.
Remarque : *Ari-enc- a pu en effet aboutir régulièrement à Areng-

## Histoire
Le peuplement d'Arengosse remonte au moins au mésolithique comme en témoignent les différents sites archéologiques dont celui de Bézaudun.
La commune est traversée par une voie antique dite la voie des rivières.

## Politique et administration
| Période                                  | Période  | Identité         | Étiquette | Qualité       |
| ---------------------------------------- | -------- | ---------------- | --------- | ------------- |
| mars 1971                                | 2001     | René Gamet       |           | Retraité      |
| mars 2001                                | 2008     | Jean Fauthous    |           | Retraité      |
| septembre 2008                           | En cours | Jean-Luc Dubroca | SE-DVG    | Agent EDF-GDF |
| Les données manquantes sont à compléter. |          |                  |           |               |

## Démographie
| 1793 | 1800 | 1806 | 1821 | 1831 | 1836 | 1841 | 1846  | 1851  |
| ---- | ---- | ---- | ---- | ---- | ---- | ---- | ----- | ----- |
| 705  | 636  | 627  | 805  | 878  | 896  | 937  | 1 008 | 1 024 |

| 1856  | 1861  | 1866  | 1872  | 1876  | 1881  | 1886  | 1891  | 1896  |
| ----- | ----- | ----- | ----- | ----- | ----- | ----- | ----- | ----- |
| 1 114 | 1 080 | 1 146 | 1 126 | 1 244 | 1 235 | 1 235 | 1 226 | 1 195 |

| 1901  | 1906  | 1911  | 1921 | 1926  | 1931 | 1936 | 1946 | 1954 |
| ----- | ----- | ----- | ---- | ----- | ---- | ---- | ---- | ---- |
| 1 171 | 1 156 | 1 156 | 960  | 1 010 | 996  | 929  | 810  | 812  |

| 1962 | 1968 | 1975 | 1982 | 1990 | 1999 | 2005 | 2006 | 2010 |
| ---- | ---- | ---- | ---- | ---- | ---- | ---- | ---- | ---- |
| 781  | 778  | 726  | 711  | 709  | 676  | 702  | 703  | 706  |

| 2015 | 2020 | 2022 | - | - | - | - | - | - |
| ---- | ---- | ---- | - | - | - | - | - | - |
| 696  | 706  | 713  | - | - | - | - | - | - |

## Culture locale et patrimoine

### Lieux et monuments
- Église Notre-Dame-et-Sainte-Catherine d'Arengosse
- Château de Castillon, de style Louis XIII, l'un des plus célèbres des Landes par sa noblesse, entouré d'un immense parc et de son jardin à la française.

### Personnalités liées à la commune
- Pierre Ismert (1768-1826), général des armées de la République et de l'Empire, est décédé dans cette commune.